# John Montague Stow
Sir John Montague Stow (3 de octubre de 1911-16 de marzo de 1997) fue un funcionario colonial británico que ocupó diferentes puestos. De 1947 a 1954 desempeñó el puesto de gobernador británico de Santa Lucía. Posteriormente fue el último gobernador británico de la colonia de Barbados, desde el 8 de octubre de 1959 hasta el 29 de noviembre de 1966. Tras la concesión de la independencia a esta colonia por parte del Reino Unido, el 30 de noviembre de 1966, se convirtió en su primer gobernador general, cargo que ocupó hasta el 18 de mayo de 1967.